# 大塚信照
大塚 信照（おおつか のぶてる、1886年（明治19年）1月1日 - 1958年（昭和33年）3月21日）は、日本の実業家。かつては大日本帝国陸軍の軍人であり、最終階級は陸軍少将であった。退役後、服部時計店取締役を務めた。

## 経歴
愛媛県宇和島市出身。北宇和島町神田川原に生まれる。1904年（明治37年）、兄が旅順要塞の東鶏冠山北砲台において戦死したのを受け、帝国軍人として尽くすことを決意する。兄の手紙には「明暁部下を率い一死以て敵陣に突入する死後は再日露戦争があるだろうからお前は軍人となって俺の敵を討って御国の為に尽くして呉れ」とあった。1907年（明治40年）5月、陸軍士官学校（19期）を卒業。砲工学校、東京帝国大学を卒業し、米国に派遣される。帰朝後、陸軍造兵廠板橋火薬製造所技術課長、大阪造兵廠弾丸製造所長、陸軍技術本部第三部長を歴任した。予備役となり1944年（昭和19年）3月、服部時計店の南桜井工場（埼玉県北葛飾郡に所在、現・春日部市）の工場長に就任、9月には取締役となる。
1947年（昭和22年）11月28日、公職追放仮指定を受けた。

## 栄典
勲章
- 1940年（昭和15年）8月15日 - 紀元二千六百年祝典記念章[2]